# Eskjærtoft Voldsted
Eskjærtoft Voldsted  er et voldsted fra middelalderen beliggende i  en lysning i Sophie-Amaliegård Skov, vest for Hornslet, i  Hornslet Sogn, Syddjurs Kommune.
Voldanlægget består af et nærmest ovalt plateau, omgivet af en lav vold, som hæver sig ca. 1,5-2 m over bunden i den omgivende lave, fugtige grav. Fra nordvest fører en ca. 5 m bred og ca. 20-25 m lang stenlagt vej til plateauet inden for volden. Brudstykker af vejens fortsættelse ses inde på plateauet, hvor der er talrige større og mindre sten, hvoraf nogle ligger i rækker, som markerer hustomter. Voldanlægget måler i nordvestlig-sydøstlig retning ca. 140 m og i nordøstlig-sydvestlig retning ca. 100 m. 

## Eksterne kilder og henvisninger
- Eskjærtoft voldsted Arkiveret 5. marts 2016 hos  Wayback Machine på Fund og Fortidsminder

|  | Denne artikel om lokaliteten Eskjærtoft Voldsted kan blive bedre, hvis der indsættes et (bedre) billede. Du kan hjælpe ved at afsøge Wikimedia Commons for et passende billede eller lægge et op på Wikimedia Commons med en af de tilladte licenser og indsætte det i artiklen. |

56°18′58.1″N 10°16′55.35″Ø / 56.316139°N 10.2820417°Ø